# Orthocentrus rovensis
Orthocentrus rovensis är en stekelart som beskrevs av André Seyrig 1934. Orthocentrus rovensis ingår i släktet Orthocentrus och familjen brokparasitsteklar. Inga underarter finns listade i Catalogue of Life.